# 瓦恩蘭鎮區 (明尼蘇達州波爾克縣)
瓦恩蘭鎮區（英語：Vineland Township）是位於美國明尼蘇達州波爾克縣的一個行政鎮區。

## 歷史
瓦恩蘭鎮區於1876年設立，得名自文蘭。

## 地方資料
瓦恩蘭鎮區的面積為118.70平方千米，皆為陸地。根據2020年美國人口普查的數據，當地共有人口89人，而人口密度為每平方千米0.75人。